# Acanthodillo spinosus
Acanthodillo spinosus är en kräftdjursart som först beskrevs av James Dwight Dana 1853.  Acanthodillo spinosus ingår i släktet Acanthodillo och familjen Armadillidae. Inga underarter finns listade i Catalogue of Life.